# Поетичне мистецтво (вірш Верлена)
«Поетичне мистецтво» або "Мистецтво поетичне" (фр. Art poétique) — один із найвідоміших віршів Поля Верлена, який часто називають маніфестом символізму. Вірш написано у 1874 р. і опубліковано у 1882 р., увійшов до збірки «Колишнє й недавнє» (1884 р.)

## Історія створення
Вірш «Поетичне мистецтво» написаний у квітні 1874 року з нагоди двохсотліття «Поетичного мистецтва» Нікола Буало. Поль Верлен пародіював відомий твір теоретика класицизму XVII століття. На противагу логічно-раціоналістичним принципам поезії минулого була проголошена необхідність створення іншого стилю в поетичному мистецтві — легкого, мелодійного і чуттєвого. Заперечуючи вимоги Буало щодо  ясності та точності  поетичного слова, Верлен робить акцент на музикальності й радить поетам обирати не точні, а дивні  поєднання образів і слів, закликаючи митців "вийти за межу земного".
Вірш був опублікований у збірці «Колишнє і недавнє» у 1884 році й став маніфестом як символістів, так і імпресіоністів. Йдучи за Верленом, символісти проголосили: «Геть логічну зарозумілість вірша, нехай живе загадковий зміст звуків».

## Зміст вірша
У вірші «Поетичне мистецтво» відобразились естетичні погляди Поля Верлена. Поет виразив своє бачення природи й душі людини. Він вступає в полеміку з естетичними принципами натуралізму, об'єктивізму та риторикою представників групи «Парнас». Головне для поета — інтуїтивне пізнання таємничого світу людських почуттів, природи, думок, мрій. Верлен визначив мелодійність новим засобом вираження поетичного світовідчуття. За допомогою неї поет прагнув відчути духовний ореол особистості.
«Бо наймиліший спів — сп'янілий, Він невиразне й точне сплів.
В нім — любий погляд з-під вуалю, В нім — золоте тремтіння дня Й зірок осіння метушня
На небі, скутому печаллю».
Поет через відтінки й півтони передає настрої та емоції, порушує усталені межі між різними явищами: «Відтінок лиш єднати може Сурму і флейту, мрію й сон». Для символістської естетики характерне усвідомлення того, що світ має певну мету, до якої прагне інтуїція митця. П. Верлен, відчуваючи потребу в наближенні до всесвітньої «таїни», в останній строфі немовби посилає свій «крилатий» вірш на пошуки загадкової сутності.
| Оригінал (1884) | Переклад М.Рильського | Переклад М.Ореста | Переклад Г.Кочура |
| --- | --- | --- | --- |
| À Charles Morice De la musique avant toute chose, Et pour cela préfère l’Impair Plus vague et plus soluble dans l’air, Sans rien en lui qui pèse ou qui pose. Il faut aussi que tu n’ailles point Choisir tes mots sans quelque méprise: Rien de plus cher que la chanson grise Où l’Indécis au Précis se joint. C’est des beaux yeux derrière des voiles, C’est le grand jour tremblant de midi, C’est, par un ciel d’automne attiédi, Le bleu fouillis des claires étoiles! Car nous voulons la Nuance encor, Pas la Couleur, rien que la nuance! Oh ! la nuance seule fiance Le rêve au rêve et la flûte au cor! Fuis du plus loin la Pointe assassine, L’Esprit cruel et le Rire impur, Qui font pleurer les yeux de l’Azur, Et tout cet ail de basse cuisine! Prends l’éloquence et tords-lui son cou! Tu feras bien, en train d’énergie, De rendre un peu la Rime assagie. Si l’on n’y veille, elle ira jusqu’où? Ô qui dira les torts de la Rime? Quel enfant sourd ou quel nègre fou Nous a forgé ce bijou d’un sou Qui sonne creux et faux sous la lime? De la musique encore et toujours! Que ton vers soit la chose envolée Qu’on sent qui fuit d’une âme en allée Vers d’autres cieux à d’autres amours. Que ton vers soit la bonne aventure Éparse au vent crispé du matin Qui va fleurant la menthe et le thym… Et tout le reste est littérature. | Музика— над усі закони! Бери ж із розмірів такий Розчинний, плинний і легкий, Що у повітрі тане й тоне. Слова ти вивіряй щомить: Найбільше знаджують серця нам П’яні пісні, в яких з туманом Ясна зливається блакить. То за вуалем погляд милий, То сонця опівденна гра, То в час, як літо умира, Зірок тремтіння злотокриле. Люби Відтінок і Півтон, Не Фарби, ні! — вони жахають. О, лиш відтінки наближають До флейти — ріг, до мрії — сон. У насміх не вдавайсь лукавий, Цурайся Дотепів гризьких, Бо плачуть небеса від них, — Лихої кухні то приправи. Стару риторику розбий! Гнуздечки не скидай із Рими: Куди тебе вона вестиме, Як догляду не буде їй? О, хто розкаже рим олживість? Глухе дитя чи негр-пияк На дикий підробили смак Брязкальця дутого красивість? Музики щоразу і знов! Нехай летить твій спів крилатий У небесах нових шукати Нову красу, нову любов. Нехай, коли душа похмура, Над нею з вітром лине він, Де м’ята польова і кмин... А інше все — література! | Музики найперше! В Непаристім Тим кохайся неподільно ти, В тому, що без пози й ваготи. В розпускальнішим, в податно млистім. Слів безпомилкових не трудись Добирати, щоб сіяла шата: Сіра пісня над усе багата, В ній Неточне з Точним заплелись. То прекрасні очі під вуалем, Трепет світла, що поймає шир. Немислимі сплети синіх зір В небі, свіжжю осені припалім! Хай Нюанса, неоцінний дар, Понад Кольором горує строгим! Мрію з мрією і флейту з рогом Лиш Нюанси обручає чар! Вбивниці Пуанти леза скриті, Ржавий Дотеп і нечистий Сміх — Їх тікай! Часник потрав низьких Слізьми застилає зір Блакиті! Красномовству шию поламай! Я схвалю відвагу невмолиму — І до ладу доведи ти Риму, Бо замчить на безвість, уважай! Викував її, фальшиву, хто нам? Негр безумний чи глухе дитя? Розкіш копійчана, без пуття, Рима мучить нас порожнім дзвоном. Ще раз музики, всякчас і знов! Хай твій вірш, як камінь з пращі, рине, Віршу лет — від серця, в височини Інших неб, в не знану ще любов. Він пливе, де даль повік не хмура, В леготі тугім — і аромат Розливає чебрецю і м'ят... Щодо решти — то література. | Найперше — музика у слові! Бери ж із розмірів такий, Що плине, млистий і легкий, А не тяжить, немов закови. Не клопочись добором слів, Які б в рядку без вад бриніли, Бо наймиліший спів — сп’янілий: Він невиразне й точне сплів, В нім — любий погляд з-під вуалю, В нім — золоте тремтіння дня Й зірок осіння метушня На небі, скутому печаллю. Люби відтінок і півтон, Не барву — барви нам ворожі: Відтінок лиш єднати може Сурму і флейту, мрію й сон. Винищуй дотепи гризькі ті, Той ум жорстокий, ниций сміх, Часник із кухонь тих брудних — Від нього плач в очах блакиті. Хребет риториці скрути Та ще як слід приборкай рими: Коли не стежити за ними, Далеко можуть завести. Хто риму вигадав зрадливу? Дикун чи то глухий хлопчак Скував за шаг цей скарб, що так Під терпугом бряжчить фальшиво? Так музики ж всякчас і знов! Щоб вірш твій завше був крилатий, Щоб душу поривав — шукати Нову блакить, нову любов, Щоб мчав, де далеч непохмура, Де чари діє вітерець, Де пахне м’ята і чебрець... А решта все — література. |

## Новаторство Верлена
Новаторство поета — у наданні слову небаченої раніше музичності та сугестивності, у збагаченні ритміки вірша. Нова поетика Верлена зумовлюється зовсім новим типом поетичного мислення. Головне для нього — єдність враження від вірша.
Вірш Верлена за естетичним змістом і вишуканою формою став виявом нового «поетичного мистецтва», протиставленого правилам класицизму і раціоналізму. Поль Верлен створював естетичну концепцію нового часу. Художні відкриття сприяли подальшому утвердженню модернізму.
Поет намагається скинути пута традиційного віршування («Хребет риториці скрути Та ще як слід приборкай рими»). Він утверджує поезію внутрішнього бачення і внутрішнього життя. Верлен вважає, що істинне призначення поезії — висловити те, що неможливо висловити в будь-якій інший спосіб. Поет радить брати з віршових розмірів той, який не обтяжує, стримуючи поета, а, навпаки,— «плине», віддзеркалюючи плин людських настроїв і почуттів.
Мелодику вірша Верлен протиставив його смисловій чіткості, його лірика — це поезія натяків і напівтонів. Слово для поета — насамперед музика, а не зміст, воно має вабити в далечінь, на пошуки прекрасного.

## Особливості композиції
Вірш умовно поділяється на три частини: Поль Верлен використовує прийом обрамлення. Початок вірша лагідний, ненав'язливий: «музика у слові», вірш «млистий і легкий». У кінці мовиться про «нову блакить, нову любов» та «чари» з очікуванням: щоб «вірш твій завше був крилатий». Центральна частина засуджує канони класицизму, тут наявна розмовна лексика, просторічні вирази: «дотепи гризькі», «ум жорстокий, ниций сміх», «часник із кухонь тих брудних», «хребет риториці скрути». Поет наголошує, що завдання поета — нести естетичне задоволення читачам. Для поезії головне — форма, а не зміст.
Вірш обірваний на півслові: «А решта все — література». В останніх рядках змінено ритм, що підкреслює справжність «поетичного мистецтва».

## Художні особливості
Вірш написаний чотирьохстопним ямбом.
Автор використав художні тропи: епітети («наймиліший спів — сп'янілий»; «зірок осіння метушня»); метафори («вірш крилатий»); порівняння («а не тяжить, немов закови»); анафору («Щоб вірш твій завше був крилатий, Щоб душу поривав — шукати Нову блакить, нову любов. Щоб мчав, де далеч не похмура»).

## Українські переклади
- Переклади цієї поезії Верлена українською зробили Максим Рильський, Михайло Орест(Михайло Зеров),  Григорій Кочур, Микола Терещенко.